# Primeiro Governo Kurz
O Primeiro Governo Kurz (em alemão:  Bundesregierung Kurz I) foi um governo formado a partir das eleições legislativas de outubro de 2017. Sob a liderança do chanceler Sebastian Kurz, a coligação governamental integrava o Partido Popular (ÖVP, conservador) e o Partido da Liberdade (FPÖ, nacionalista).
No acordo de coligação - Zusammen. Für unser Österreich - um documento de 183 páginas para os próximos 5 anos, ressaltam a opção pró-europeia do governo austríaco, o fortalecimento da ordem e segurança interna, a redução dos impostos e o corte de benefícios aos refugiados recém-chegados.

Enquanto a economia e as finanças ficam sob a responsabilidade do Partido Popular (conservador), a defesa, os negócios estrangeiros e o interior ficam sob a égide do Partido da Liberdade (nacionalista). 
| Governo      | Primeiro-ministro | Partidos                             | Ideologia                                          |
| ------------ | ----------------- | ------------------------------------ | -------------------------------------------------- |
| Governo Kurz | Sebastian Kurz    | Partido Popular Partido da Liberdade | Conservador – Europeísta Nacionalista – Eurocético |

## Composição
| Função                                                                    | Nome      | Nome                    | Partido       |
| Liderança                                                                 | Liderança | Liderança               | Liderança     |
| ------------------------------------------------------------------------- | --------- | ----------------------- | ------------- |
| Chanceler                                                                 |           | Sebastian Kurz          | ÖVP           |
| Vice-chanceler Ministro da Função Pública e Desporto                      |           | Heinz-Christian Strache | FPÖ           |
| Ministro                                                                  |           |                         |               |
| Ministro das Finanças                                                     |           | Hartwig Löger           | Independente1 |
| Ministro do Interior                                                      |           | Herbert Kickl           | FPÖ           |
| Ministro dos Negócios Estrangeiros, Europa e Integração                   |           | Karin Kneissl           | Independente2 |
| Ministro da Justiça, Assuntos Constitucionais, Reformas e Desregulação    |           | Josef Moser             | Independente1 |
| Ministro da Defesa                                                        |           | Mario Kunasek           | FPÖ           |
| Ministro da Educação, Ciência e Investigação                              |           | Heinz Faßmann           | Independente1 |
| Ministro do Trabalho, Saúde, Assuntos Sociais e Proteção dos Consumidores |           | Beate Hartinger-Klein   | FPÖ           |
| Ministro dos Transportes, Inovação e Tecnologia                           |           | Norbert Hofer           | FPÖ           |
| Ministro da Sustentabilidade e Turismo                                    |           | Elisabeth Köstinger     | ÖVP           |
| Ministro dos Assuntos Digitais e Econômicos                               |           | Margarete Schramböck    | ÖVP           |
| Ministro da Chancelaria para a Cultura, Artes, Media e União Europeia     |           | Gernot Blümel           | ÖVP           |
| Ministro da Chancelaria para as Mulheres, Família e Juventude             |           | Juliane Bogner-Strauß   | ÖVP           |
| Secretários de Estado                                                     |           |                         |               |
| Secretário de Estado no Ministério das Finanças                           |           | Hubert Fuchs            | FPÖ           |
| Secretário de Estado no Ministério do Interior                            |           | Karoline Edtstadler     | ÖVP           |

1 Nomeados pelo ÖVP
2 Nomeado pelo FPÖ